# Talachkino
Talachkino (en russe : Талашкино) est une commune rurale de l'oblast de Smolensk, en Russie. Sa population s'élevait à 1 559 habitants en 2007.

## Géographie
Le village de Talachkino est situé à 18 km au sud de Smolensk et à un kilomètre à l'est de l'axe autoroutier Oriol – Vitebsk.

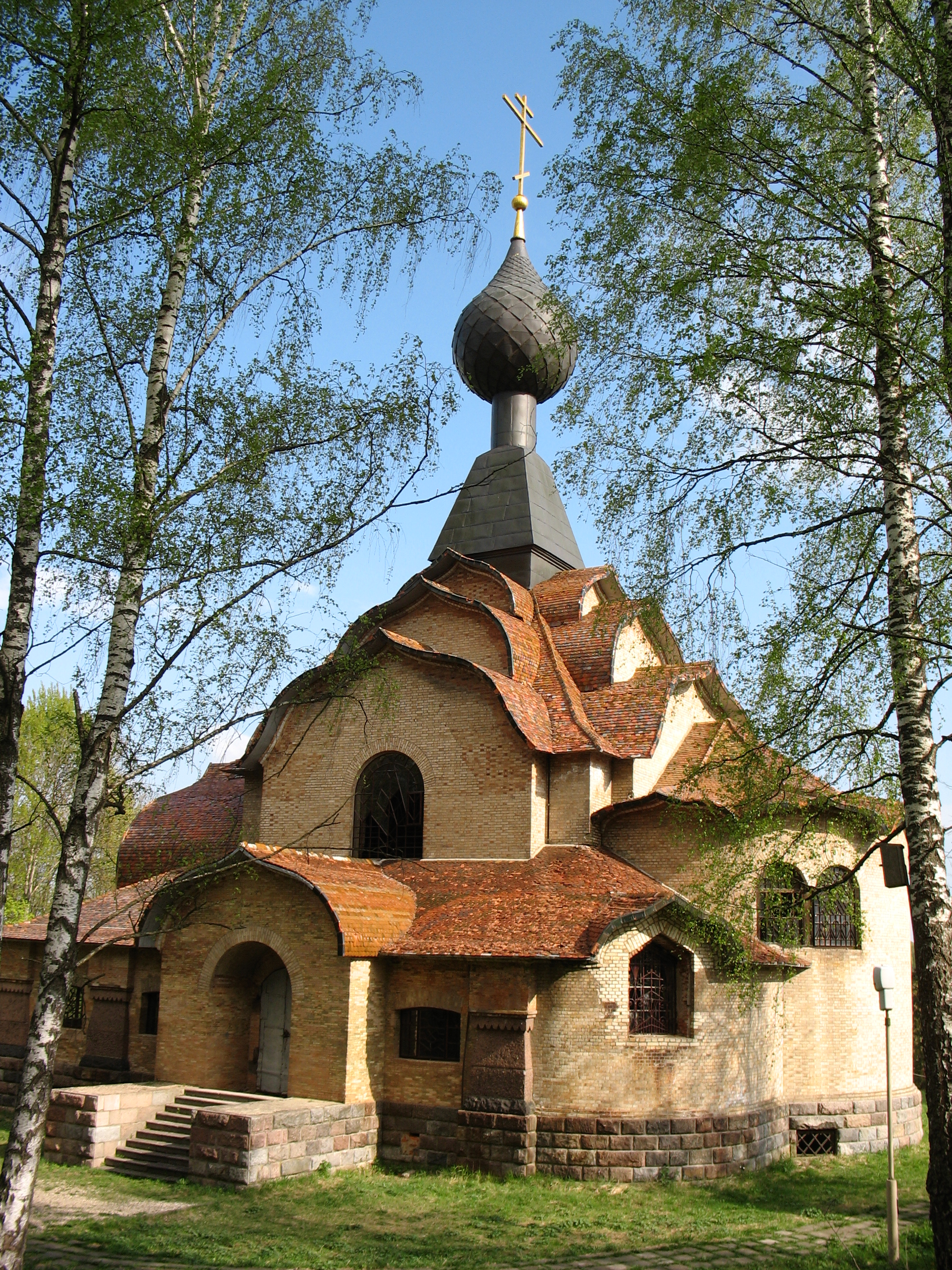
église du Saint-Esprit à Talashkino

## Histoire
Ce village est connu depuis le XVIe siècle au moins, quand il fut offert par le roi Sigismond III de Pologne à la famille Szupinski. Il devint ensuite la propriété de la princesse Sviatopolk-Tchetvertinskaïa, qui le vendit en 1893 à la princesse Tenicheva. Elle fit du hameau de Flionovo (situé à 4 km du village de Talachkino) un centre agricole modèle avec en plus une école d'art artisanal pour ses paysans et pour des artistes, comme plus tard Zinaïda Serebriakova.
Après la Révolution de 1917, qui détruisit le bâtiment principal, on peut encore admirer aujourd'hui à Flionovo le parc avec des étangs et deux bâtiments mélangeant le style néo-russe et le style Art nouveau : ce sont l'isba Teremok, construite par Malioutine en 1901-1902, et la chapelle du Saint-Esprit, construite par Malioutine et Barchtchevski, selon un projet de la princesse Maria Tenicheva. La chapelle a été décorée par Nicolas Roerich, qui dessina les mosaïques à l'intérieur (1910-1914). Construite un peu à l'écart sur un promontoire, on peut voir de loin sa façade avec son immense visage du Christ dessiné par Roerich.